# 查查波亞斯省
查查波亞斯省（西班牙語：Provincia de Chachapoyas），是秘魯的省份，位於該國北部亞馬遜大區，首府是查查波亞斯，它的北部是盧亞省和邦加拉省，東部是聖馬丁省和羅德里格斯德門多薩省，南部是聖馬丁省，西部是卡哈馬卡省。該省成立於1832年11月21日，由秘魯總統奧古斯丁·加馬拉頒布。面積3,312.37平方公里，海拔高度2,335米，人口49,573，人口密度每平方公里15人。

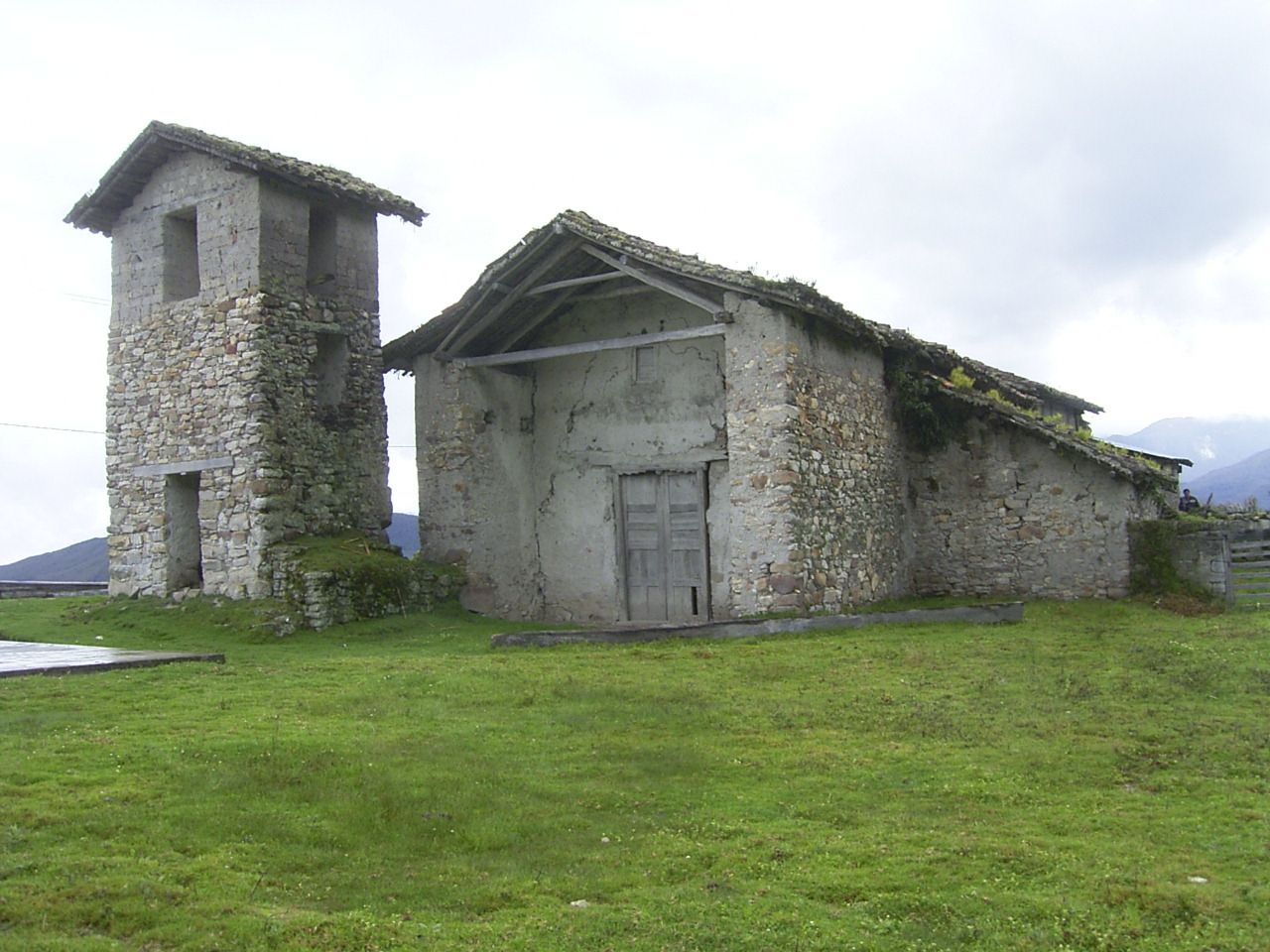

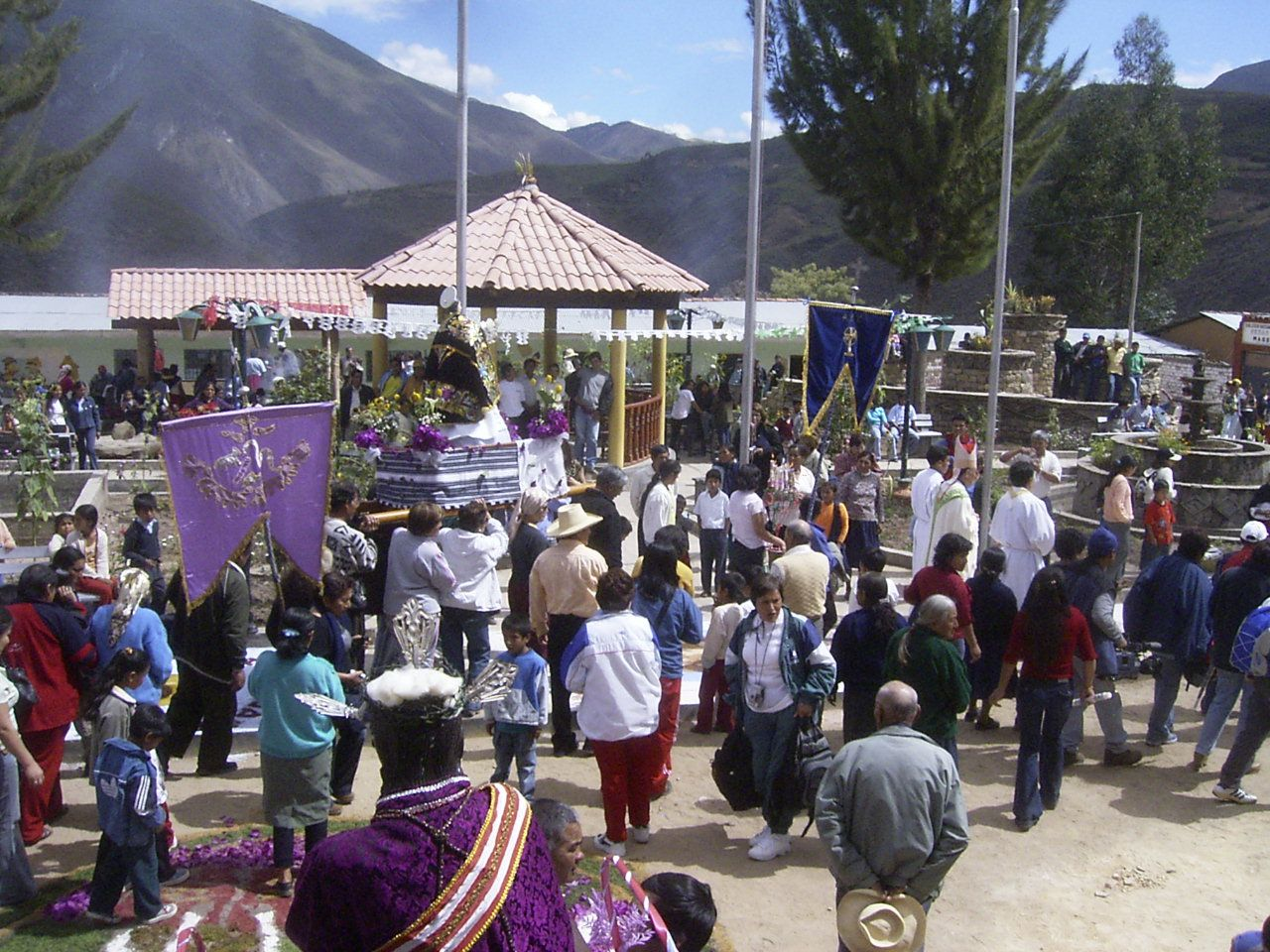

## 外部連結
- Chachapoyas province official website  （页面存档备份，存于）

6°20′S 77°48′W / 6.333°S 77.800°W